# La Bonne Franquette
Pour l’œuvre littéraire, voir Le Petit Nicolas a des ennuis#À la bonne franquette.
La Bonne Franquette était une émission de télévision luxembourgeoise axée sur le divertissement, créée et animée par Jean Stock et Valérie Sarn et diffusée du lundi au vendredi de janvier 1977 à septembre 1981 sur Télé Luxembourg. 
 
Les trois premières lettres de chaque mot du titre de l'émission faisaient également référence aux trois pays de diffusion de la chaîne : L B F pour La Bonne Franquette, mais aussi pour Luxembourg Belgique France.

## Déroulement et principe de l'émission
L'émission débutait avec un premier créneau de 12 h 30 à 12 h 45, puis elle reprenait de 13 h 10 à 13 h 30, heure où les programmes s'interrompaient pour ne reprendre qu'en toute fin d'après-midi. À partir de 1979, l'émission passe de 12 h 30 à 12 h  pour laisser la place à la première édition du Journal de Télé-Luxembourg, également présentée par Jean Stock. En 1980, celui-ci cède son fauteuil de présentateur à Christian Debois-Frogé. L'émission a été remplacée à la rentrée 1981 par Croque-Midi, animée par Valérie Sarn.
La particularité de l'émission était d'être réalisée en direct par le présentateur lui-même, à partir d'un pupitre de mixage spécialement conçu par la maison, permettant de sélectionner l'une des trois caméras du plateau et les micros, ainsi que de réaliser le lancement des séquences de magnétoscope.
Le programme mêlait entretiens avec des invités, chansons et jeux avec la diffusion de dessins animés.
Il était interrompu en son mitan par la diffusion d'un feuilleton.
L'émission a été le cadre d'opérations spéciales comme l'élection du Chanteur de l'Année (qui vit à plusieurs reprises la victoire de Michel Sardou), ou le lancement du premier Train des Jouets à l'hiver 1978.

## Générique
L'indicatif était une bande-son instrumentale appelée "Morning March" et composée par Hervé Roy.